# (73776) 1994 PJ27
(73776) 1994 PJ27 – planetoida z pasa głównego asteroid okrążająca Słońce w ciągu 3,75 lat w średniej odległości 2,41 j.a. Odkryta 12 sierpnia 1994 roku.